# Potassic-fluoro-pargasite
La potassic-fluoro-pargasite (simbolo IMA: Pflprg) è un rarissimo minerale del supergruppo dell'anfibolo, all'interno del quale viene collocato nel "gruppo degli anfiboli con W(OH,F,Cl)-dominante" e da lì al sottogruppo degli anfiboli di calcio dove occupa un posto nel "gruppo contenente la radice pargasite nel nome"; essendo un anfibolo, appartiene agli inosilicati e pertanto alla famiglia minerale dei "silicati", e possiede composizione chimica KCa2(Mg4Al)Si6Al2O22F2.
La potassic-fluoro-pargasite è definita con:
- potassio dominante in posizione A
- cationi magnesio bivalente e alluminio trivalente dominanti in posizione C
- anione fluoro dominante in posizione W.

La potassic-fluoro-pargasite è l'analogo della pargasite con potassio in sostituzione del sodio e fluoro in sostituzione del gruppo ossidrile (OH-).

## Etimologia e storia
La potassic-fluoro-pargasite è stata scoperta analizzando un grosso cristallo di anfibolo lungo 2 cm proveniente dall'area di Tranomaro nei pressi di Tolagnaro (Fort-Dauphin) in Madagascar precedentemente etichettato come "richterite"; il nuovo minerale è poi stato approvato dall'Associazione Mineralogica Internazionale (IMA) nel 2010 con il nome di fluoro-potassic-pargasite e poi rinominato col nome attuale in seguito alla revisione della nomenclatura degli anfiboli del 2012 (IMA 2012).

## Classificazione
Essendo stata approvata dall'Associazione Mineralogica Internazionale (IMA) nel 2009, la potassic-fluoro-pargasite non compare nella classica nona edizione della sistematica dei minerali di Strunz, aggiornata dall'IMA proprio fino a quell'anno.
Il minerale è presente nell'edizione successiva, proseguita dal database "mindat.org" e chiamata Classificazione Strunz-mindat, dove la potassic-fluoro-pargasite è elencata nella classe "9. Silicati (germanati)" e da lì nella sottoclasse "9.D Inosilicati"; questa viene suddivisa più finemente in base alla struttura del minerale, in modo tale che la potassic-fluoro-pargasite possa essere trovata nella sezione "9.DE Inosilicati con catene doppie di periodo 2, Si4O11; clinoanfiboli" dove forma il sistema nº 9.DE.15.
Nella Sistematica dei lapis (Lapis-Systematik) di Stefan Weiß la potassic-fluoro-pargasite si trova nella classe dei "silicati" e nella sottoclasse degli "inosilicati"; qui si trova nella sezione riservata ai minerali con struttura "[Si4O11] a due bande 6-; gruppo degli anfiboli; Ca2-anfiboli" dove forma il sistema nº VIII/F.10.

## Abito cristallino
La potassic-fluoro-pargasite cristallizza nel sistema monoclino nel gruppo spaziale C2/m (gruppo n 12) con i parametri reticolari a = 9,9104(2) Å, b = 17,9739(4) Å, c = 5,3205(1) Å, β = 105,534(2)°, oltre ad avere 2 unità di formula per cella unitaria.

## Origine e giacitura
La potassic-fluoro-pargasite proviene da un giacimento di skarn in associazione con diopside, flogopite, apatite, calcite, anidrite e titanite. Si è formata probabilmente per alterazione metasomatica della diopside
La potassic-fluoro-pargasite è rarissima ed è stata trovata solo nella sua località tipo, l'area di "Tranomaro-Maromby" presso Anosy (Madagascar) ed è in fase di analisi un ritrovamento presso Hartmannsdorf nel circondario della Sassonia Centrale (in Germania).

## Forma in cui si presenta in natura
La potassic-fluoro-pargasite è stata trovata sotto forma di un cristallo singolo lungo circa 2 cm. Il minerale è trasparente con lucentezza vitrea; il colore è nero brunastro mentre il colore del suo striscio è grigio pallido.